# Der Ring
Cet article traite de Der Ring, collectif architectural allemand. Pour  d'autres usages germaniques, voir Der Ring des Nibelungen et la revue suisse Der Ring
Der Ring fut un collectif architectural fondé en 1926 à Berlin. Il émergea dans un pays fortement marqué par l'architecture expressionniste avec un programme résolument fonctionnaliste. Der Ring était un groupe de jeunes architectes, formé dans l'objectif de promouvoir l'architecture moderne. Il s'opposa à l'architecture historiciste prévalant à l'époque. Avec la montée du nazisme et les antagonisme entre Hugo Häring et d'autres membres du groupe, der Ring fut dissous en 1933.
En plus de la recherche d'un renouveau dans la conception architecturale, les membres du Ring cherchaient de nouvelles façons de construire. À la différence d'autres groupes, qu'ils soient contemporains ou un peu antécédents comme la Gläserne Kette ou l'Arbeitsrat für Kunst, ils n'avaient pas un programme élaboré qui leur aurait donné un fonds idéologique. Les membres ont eu souvent des attitudes différentes devant la tâche à accomplir. Häring et Scharoun ont plutôt suivi un fonctionnalisme organique alors que Mies et Gropius furent plus intéressés dans les possibilités de la construction industrielle.
Ces attitudes différentes se retrouvèrent dans les aménagements urbains planifiés à large échelle de l'époque dans lesquels les membres du Ring ont participé. Six membres, Bartning, Forbat, Gropius, Häring, Henning et Scharoun, participèrent au projet de Siemenstadt à Berlin (de 1929 à 1931). Quelques-uns d'entre eux deviendront ensuite des membres importants au sein du Deutscher Werkbund. Parmi eux, dix prirent part avec leur bâtiment à l'exposition du Werkbund, Die Wohnung à Stuttgart-Weißenhof (Weißenhofsiedlung), qui fut organisé par Mies qui était le président du Werkbund depuis 1926.
Les figures motrices à l'origine de la fondation du Ring furent Hugo Häring et Ludwig Mies van der Rohe qui partageaient un bureau à Berlin en ce temps-là. Tous deux étaient déjà membres du Zehner-Rings (« Ring » des dix) qui fut fondé deux ans auparavant avec les mêmes buts. Parce que de ce groupe rien n'avait été produit qui « vaille la peine d'être mentionné » — comme les frères Luckhardt ont déclaré —, ils décidèrent d'étendre le groupe géographiquement et en termes de recrutement. Dans une lettre datée d'avril, ils demandèrent à plusieurs architectes allemands ou autrichiens de venir se joindre à eux. Peu après ils furent invités à une réunion constitutionnelle à Berlin. Les membres du Novembergruppe (groupe de novembre), fondé en 1918, dont les membres, un collectif de peintres, sculpteurs et architectes, cherchaient à transposer les impulsions de la révolutions de novembre dans les arts, furent aussi invités à y prendre part.
Le 29 mai 1926, seize d'entre eux se réunissent dans les bureaux de Mies, écrivirent un programme et élurent Hugo Häring comme secrétaire.

## Membres
- Walter Curt Behrendt, Berlin
- Richard Döcker, Stuttgart
- Fred Forbát, Berlin
- Walter Gropius, Dessau
- Otto Haesler, Celle
- P. Rudolf Henning
- Ludwig Hilberseimer
- Arthur Korn
- Carl Krayl
- Hans Luckhardt
- Wassili Luckhardt
- Ernst May
- Adolf Meyer, Francfort-sur-le-Main
- Bernhard Pankok
- Adolf Rading, Breslau
- Hans Soeder, Kassel
- Hans Scharoun, Berlin
- Karl Schneider, Hambourg
- Heinrich Tessenow
- Martin Wagner, Berlin

et les neuf membres de Berlin faisant partie du Zehner-Rings :
- Otto Bartning
- Peter Behrens
- Hugo Häring
- Erich Mendelsohn
- Ludwig Mies van der Rohe
- Hans Poelzig
- Walter Schilbach
- Bruno Taut
- Max Taut